# Банк, Борис Владимирович
Борис Владимирович Банк (5 сентября 1900, Петербург, Российская империя — 9 декабря 1984, там же (Ленинград)) — советский библиотековед и читателевед.

## Биография
Родился 5 декабря 1900 года в Петербурге в семье библиографа, библиотекаря, историка и педагога. Внук известного юриста Эммануила Борисовича Банка.
С детства любил читать книги и поэтому его отец очень хотел, чтобы его сын пошёл по его стопам. Он стал читателем Государственной публичной библиотеки и затем узнал, что они проводят курс по библиотековедению, он записался проучился и успешно окончил их. В 1921 году был призван в Красную Армию в должности библиотекаря и демобилизовался в 1925 году — он сначала заведовал в качестве начальника библиотечного отделения политотдела Ленинградского военного округа, затем Фундаментальной библиотеки Высшей кавалерийской школы РККА. С 1925 года работал преподавателем на кафедре библиотековедения Ленинградского института коммунистического политпросвещения имени Н. К. Крупской. Преподавал различные библиотечные дисциплины в ряде ВУЗОВ и ССУЗОВ Ленинграда вплоть до начала 1980-х годов.
Кандидат педагогических наук, тема диссертации: «Изучение читателей в России (XIX век)».
Скончался 9 декабря 1984 года в Ленинграде.

## Научные работы
Основные научные работы посвящены проблемам изучения читателей и руководства их чтением. Автор свыше 200 научных работ, ряда книг по библиотековедению, а также учебника «Работа с читателями».